# Eurodryas signifera
Eurodryas signifera är en fjärilsart som beskrevs av Kane 1893. Eurodryas signifera ingår i släktet Eurodryas och familjen praktfjärilar. Inga underarter finns listade i Catalogue of Life.